# 山东大学出版社
山东大学出版社是中华人民共和国的一家出版社，成立于1983年9月，社址位于山东省济南市，由中华人民共和国教育部主管，山东大学主办。